# Kup europskih prvaka 1987./88. (vaterpolo)
Ovo je dvadeset i peto izdanje Kupa europskih prvaka. 
Četvrtzavršnica
- Budimpešta (Mađarska) - Spandau (Njemačka) 9:7, 8:13 (ukupno 17:20)
- Dinamo Bukurešt (Rumunjska) - Stilon Gorzów (Poljska) 16:10, 7:10 (ukupno 23:20)
- Partizan (Jugoslavija) - Barcelona (Španjolska) 14:5, 10:7 (ukupno 24:12)
- Pescara (Italija) - Marseille (Francuska) 15:6, 16:12 (ukupno 31:18)

Poluzavršnica
- Dinamo Bukurešt - Pescara 14:12, 4:9 (ukupno 18:21)
- Spandau - Partizan 12:10, 8:8 (ukupno 20:18)

Završnica
- Pescara - Spandau 12:10, 9:9 (ukupno 21:19)

- sastav Pescare (prvi naslov): Ballerini, Marco D ’Altrui, Nello Rapini, Manuel Estiarte, Amedeo Pomilio, Fabrizio Salonia, Dario Bertazzoli, Papa, Paolo Malara, Montanaro, Battinelli, Franco Di Fulvio, Enrico Mundula